# Phaeostigma grandii
Phaeostigma grandii là một loài côn trùng trong họ Raphidiidae thuộc bộ Raphidioptera. Loài này được Principi miêu tả năm 1960.